# Horst Schade
Horst Schade (Döbeln, 10 luglio 1922 – 28 febbraio 1968) è stato un calciatore tedesco, di ruolo attaccante.

## Carriera

### Club
Ha giocato nella massima serie del campionato tedesco con Fürth e Norimberga.

### Nazionale
In Nazionale ha giocato 3 partite, segnando un gol.